# الدولة البرية

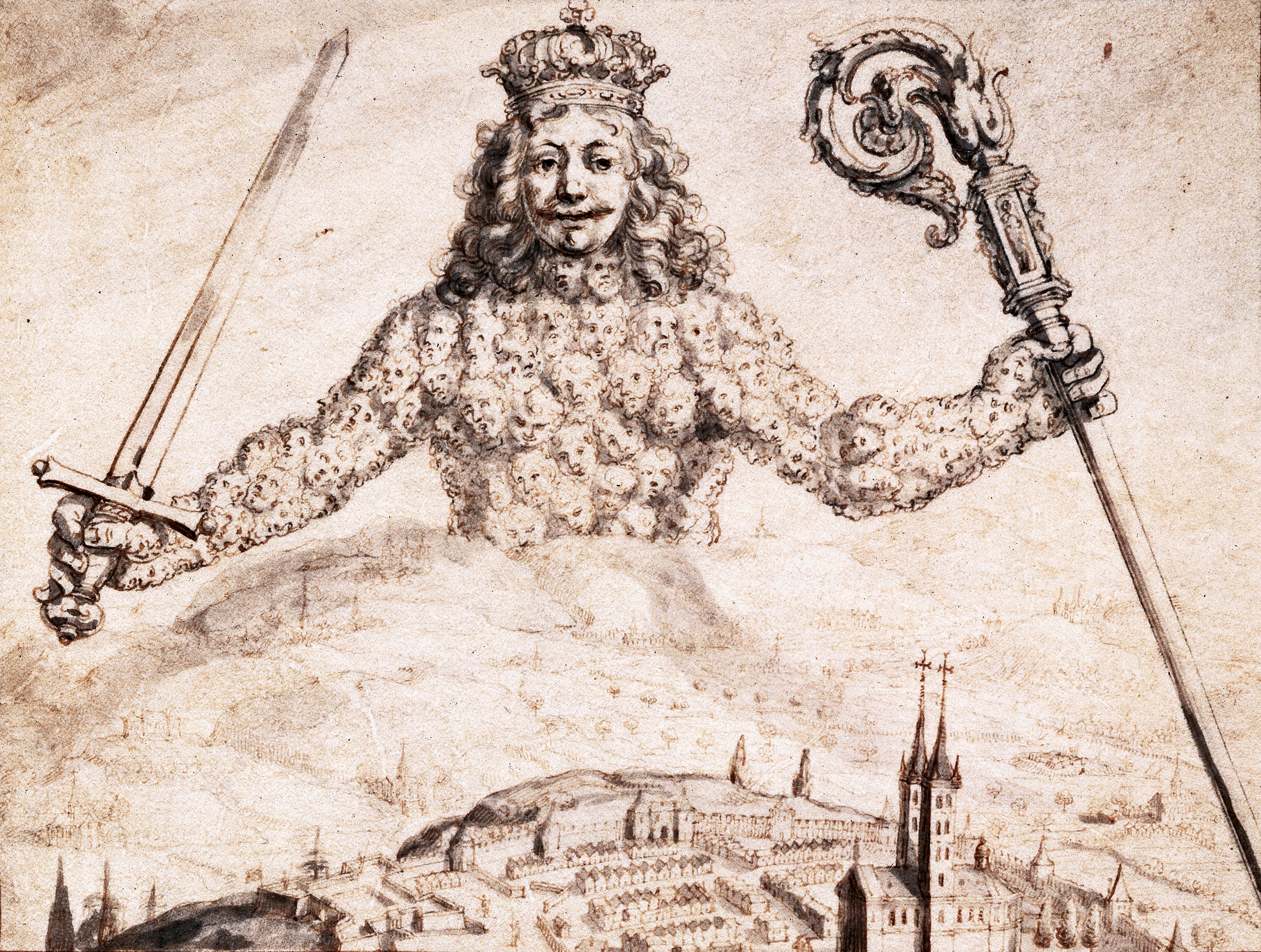

الدولة البرية هي خلاف الدولة البحرية، وتطلق الأولى على البلاد التي تعتني بالأرض وتطلب التوسع فيها وهو حال أكثر بلاد العالم، والثانية على غيرها، أي التي تعتني بالإبحار. مثال الدولة البحرية سلطنة مسقط، ومثال البرية عمان الوسطى.